# Montouliers
Montouliers är en kommun i departementet Hérault i regionen Occitanien i södra Frankrike. Kommunen ligger i kantonen Saint-Chinian som tillhör arrondissementet Béziers. År 2022 hade Montouliers 232 invånare.

## Befolkningsutveckling
Antalet invånare i kommunen Montouliers
Referens:INSEE